# Hili Hao
Hili Hao is een bestuurslaag in het regentschap Gunungsitoli van de provincie Noord-Sumatra, Indonesië. Hili Hao telt 2183 inwoners (volkstelling 2010).